# Johan Ernst Gunnerus
Johan Ernst Gunnerus (1718 – 23 de setembre de 1773) va ser un bisbe i botànic noruec.

## Biografia
Gunnerus estava molt interessat en la història natural i va acumular una gran quantitat d'espècimens de Noruega. Junt amb els historiadors Gerhard Schöning id Peter Frederik Suhm fundà la Societat de Trondheim el 1760 de la qual va ser-ne el president entre 1767 i 1773. Aquesta societat publicà la revista Det Trondhiemske Selskabs Skrifter, la qual encara es publica sota el títol Det Kongelige Norske Videnskabers Selskabs Skrifter. El 1765 Gunnerus va descriure el taurò Squalus maximius.
Gunnerus va ser l'autor de Flora Norvegica (1766-1776). Va contribuir amb notes sobre ornitologia del nord de Noruega al llibre de Knud Leem Beskrivelse over Finmarkens Lapper (1767), traduït a l'anglès l'any 1808 com An Account of the Laplanders of Finmark. Gunnerus va compartir per correspondència amb Carolus Linnæus gran part dels seus descobrimets biològics.
Gunnerus va ser el primer a suggerir que l'aurora boreal era causada pel Sol
l'any 1766, Gunnerus va ser elegit membre de la Reial Acadèmia Sueca de Ciències.

El recorda el gènere de plantes Gunnera i també la Biblioteca Gunnerus. 